# Hans Figlmüller

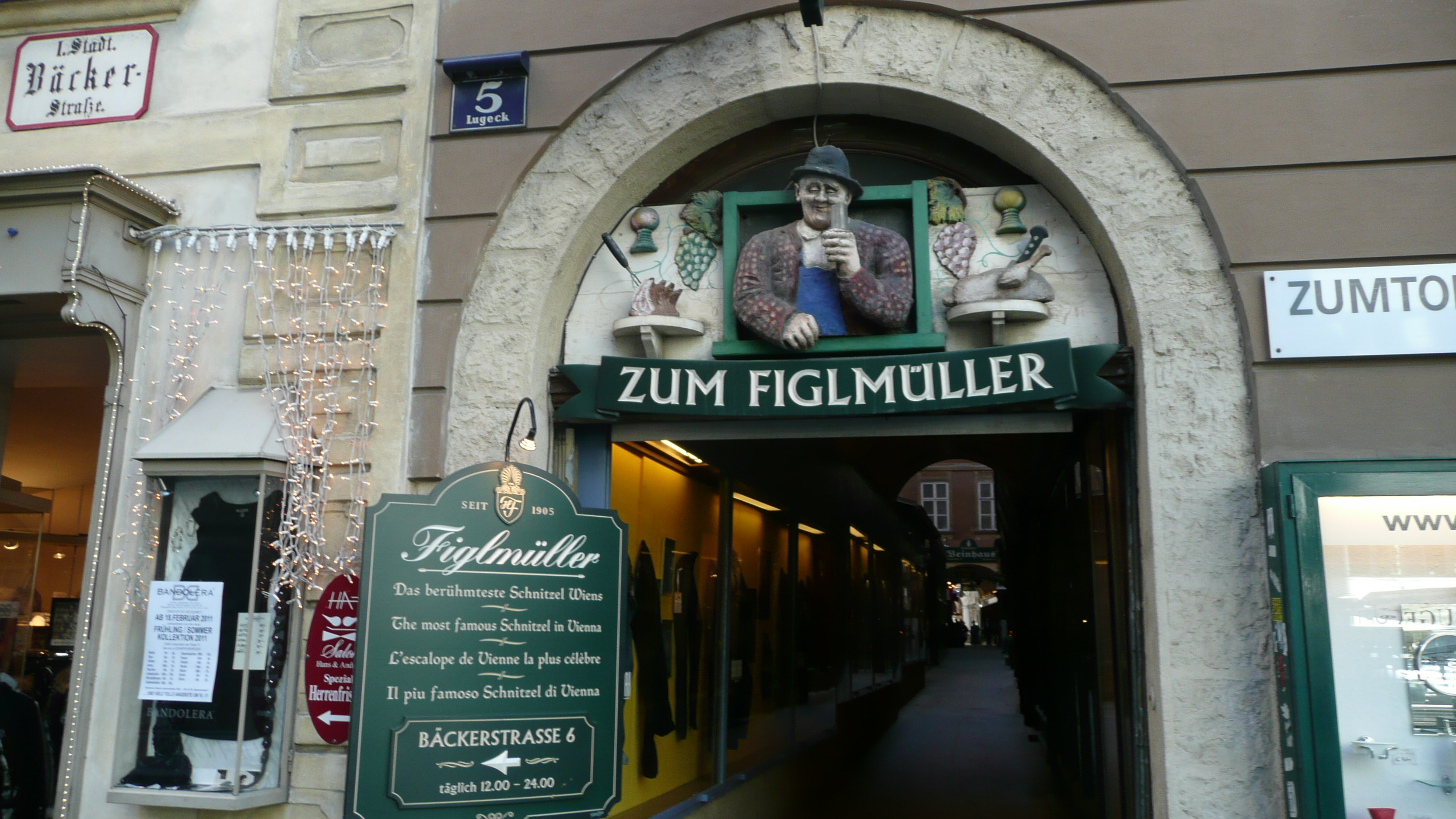
Wegweiser zu den beiden Figlmüller-Restaurants in der Stadtmitte Wiens

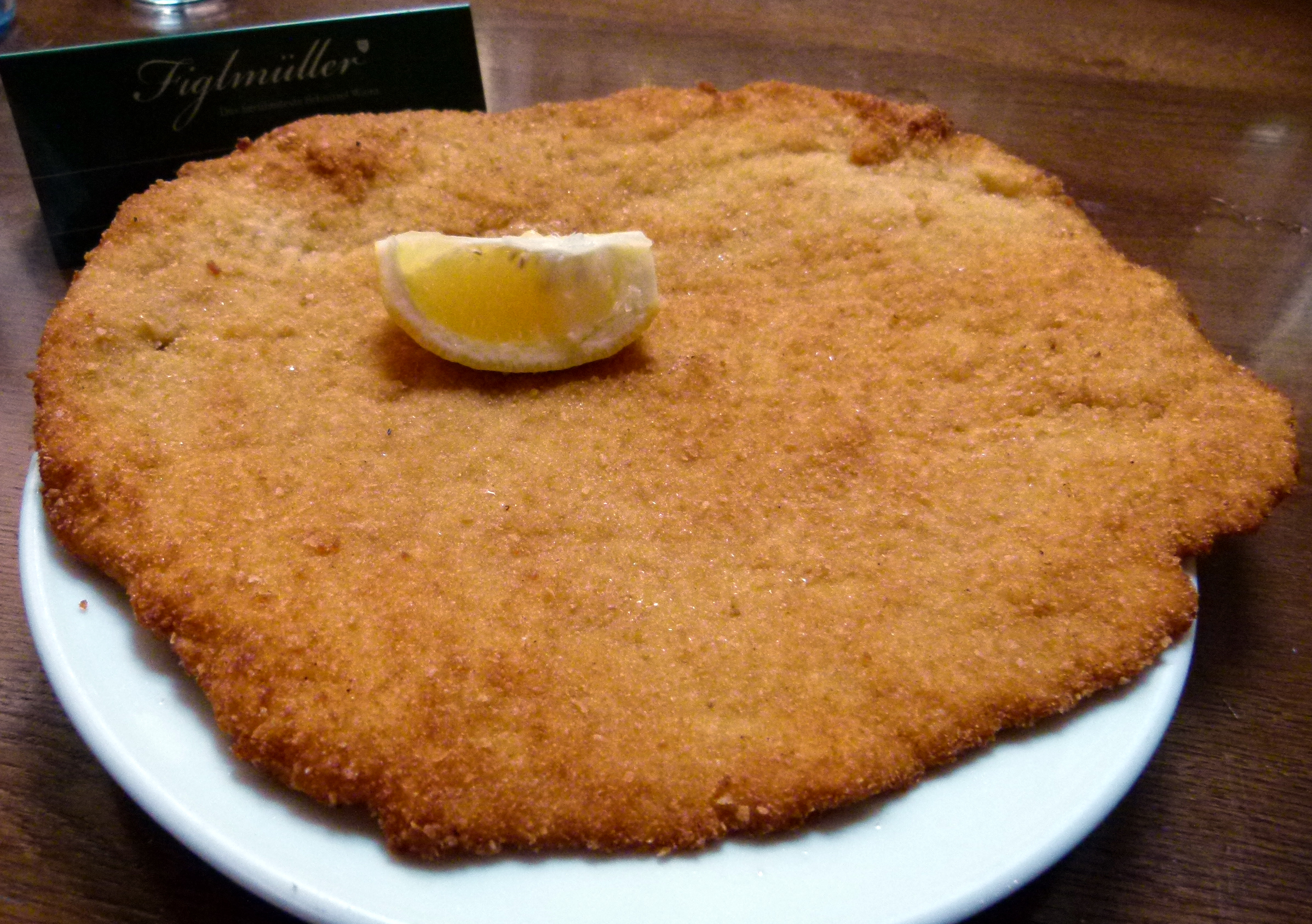
Das Figlmüller-Schnitzel

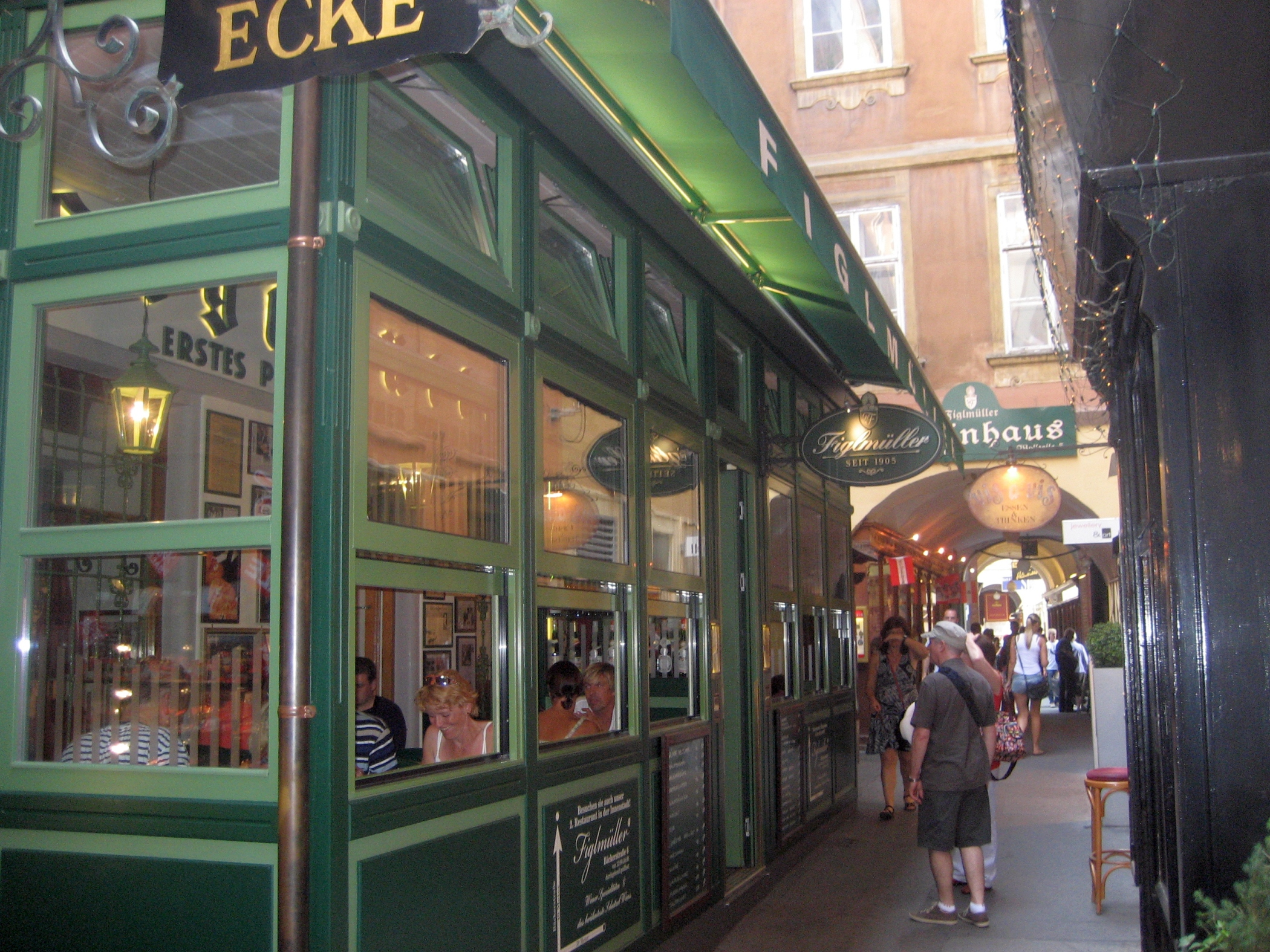
Restaurant Figlmüller in der Wollzeile

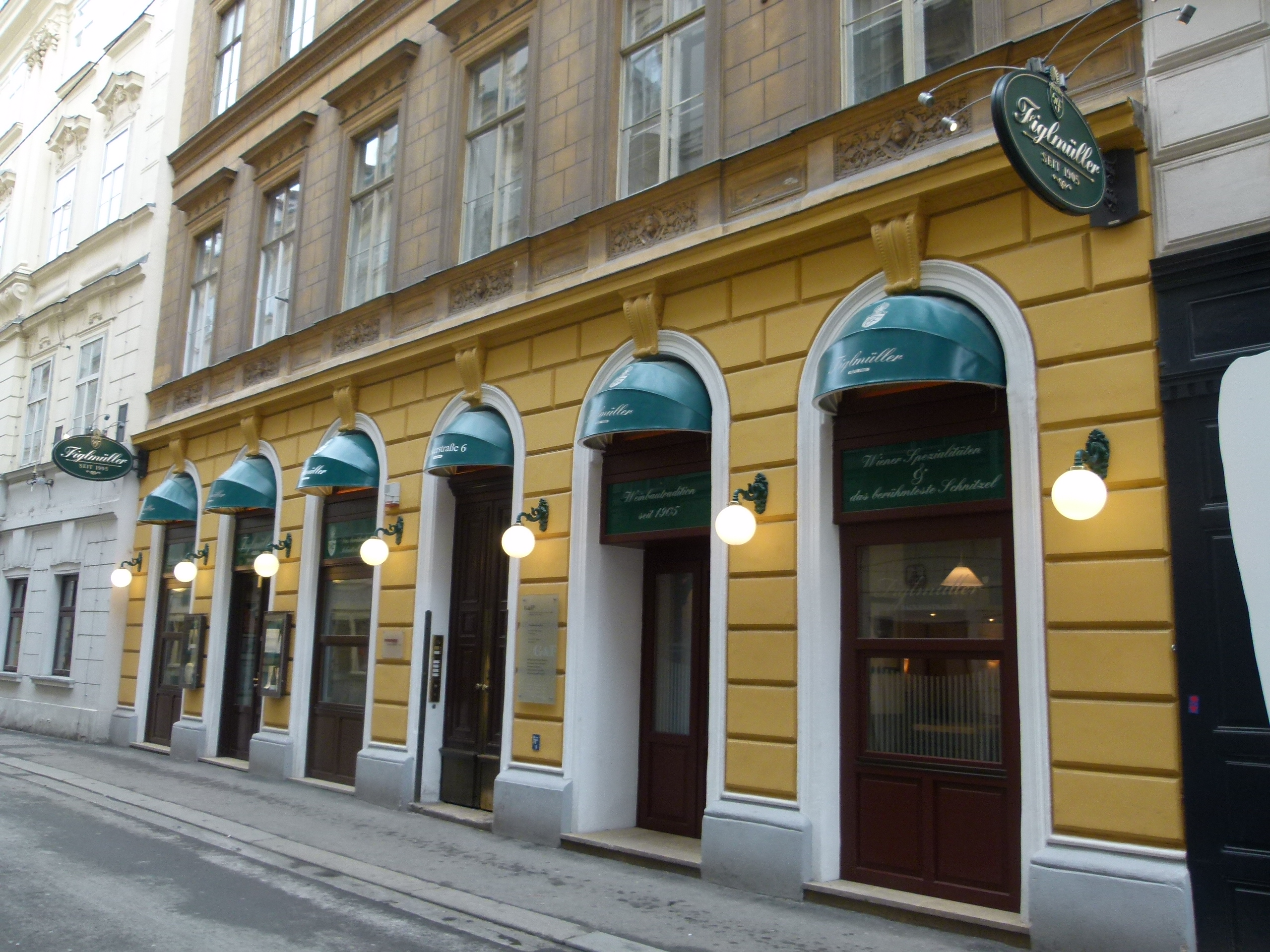
Restaurant Figlmüller in der Bäckerstraße

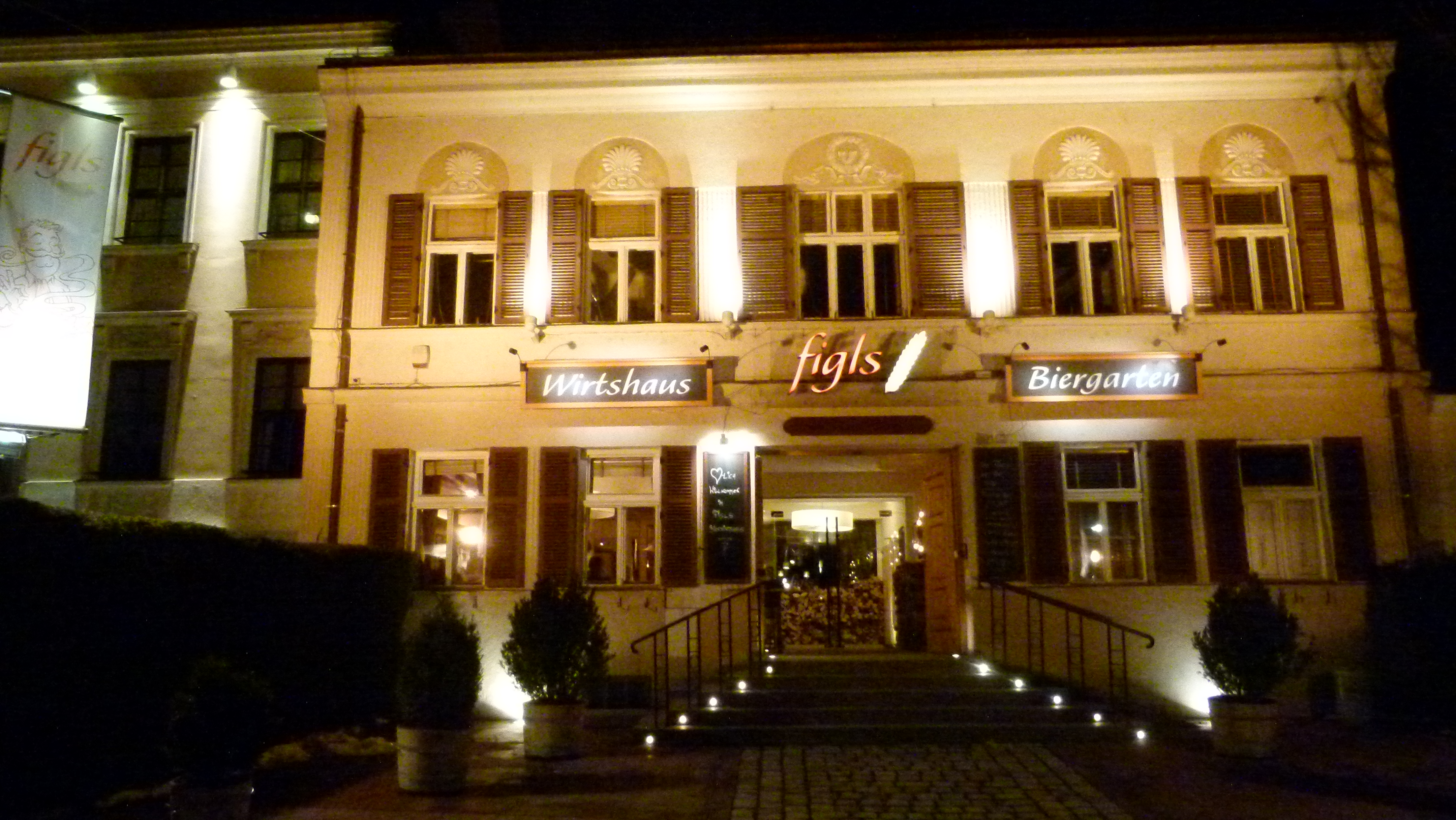
Wirtshaus Figls in Döbling

Hans Peter Figlmüller (* 16. Mai 1943 in Wien) ist ein österreichischer Gastronom und Unternehmer. Er erlangte mit dem „Figlmüller Schnitzel“ internationale Bekanntheit. Das Lokal ist heute ein wesentlicher Faktor im Tourismus der Stadt und repräsentiert das kulinarische Wien über die Grenzen Österreichs hinaus.

## Leben
Figlmüller absolvierte nach der Matura eine Ausbildung zum Kellner, besuchte Kurse für Kellereiwirtschaft in Klosterneuburg. Anfang der 1960er Jahre übernahm er den väterlichen Betrieb in der Wollzeile 5, welcher 1905 im 2. Wiener Gemeindebezirk in der Hollandstraße gegründet wurde. 1972 gründete er einen Heurigenbetrieb in der Grinzinger Straße 55, der 2004 von seinen Söhnen in ein gutbürgerliches Wirtshaus umgebaut wurde. Weitere Standorte der Figlmüller-Dynastie befinden sich seit 2001 in der Bäckerstraße 6 in der Innenstadt und am Flughafen Wien.
Figlmüller bekam den Berufstitel Kommerzialrat verliehen und ist seit 1977 auch Mitglied des Ausschusses der Fachgruppe Gastronomie der Wirtschaftskammer Wien und erhielt 2007 als einer der führenden kulinarischen Botschafter der Stadt das Goldene Ehrenzeichen für Verdienste um die Stadt Wien.
Hans Figlmüller ist verheiratet und hat zwei Söhne, welche die Restaurants leiten.

### Figlmüller Schnitzel
Hans Figlmüller erlangte einen internationalen Bekanntheitsgrad mit dem „Figlmüller Schnitzel“ und der klassischen Wiener Küche. Das „Figlmüller-Schnitzel“ ist ein mindestens 250 Gramm schweres und besonders dünnes Schnitzel Wiener Art, das nicht in der Fritteuse zubereitet wird, sondern mit Pflanzenöl in der Pfanne. Es handelt sich um ein Gebackenes Schnitzel vom Schwein. Der Kultstatus des Schnitzels – es wird als das berühmteste Schnitzel Wiens angepriesen – führte zu Wiener-Figlmüller-Wochen auch in anderen Metropolen. Darüber hinaus wird in den Restaurants in der Wollzeile und in Döbling auch das echte Wiener Schnitzel als Original Wiener Schnitzel vom Kalb mit Erdäpfel-Vogerlsalat angeboten.